# USCGC Alert (WMEC-127)
L'USCGC Alert (WMEC-127) était un patrouilleur moyen de l'United States Coast Guard et était le quatrième à porter ce nom ,. Le navire a été lancé le 30 novembre 1926, mis en service le 27 janvier 1927 et mis hors service le 10 janvier 1969, pour être ensuite converti en navire-musée.
Le navire est actuellement situé à Portland en Oregon, et est en cours de restauration.
Alors qu'il était amarré à Hayden Island, sur le Columbia, le navire faisait partie d'un campement de sans-abri en pleine croissance, nommé les "Pirates of the Columbia", en raison d'activités criminelles le long du front de mer. Le navire a été fortement endommagé par des graffitis et dépouillé de pièces. En décembre 2020, le campement a été démantelé et le quai du navire supprimé. Le 1er novembre 2021, l'Alert a été signalé comme ayant coulé dans la rivière, par une source locale. Aucune cause n'a été déterminée.